# والتر فونسيكا
والتر فونسيكا (بالإسبانية: Walter Fonseca)‏ هو لاعب كرة قدم أرجنتيني، ولد في 16 يناير 1980. لعب مع بانفيلد.